# Ivo Miro Jović

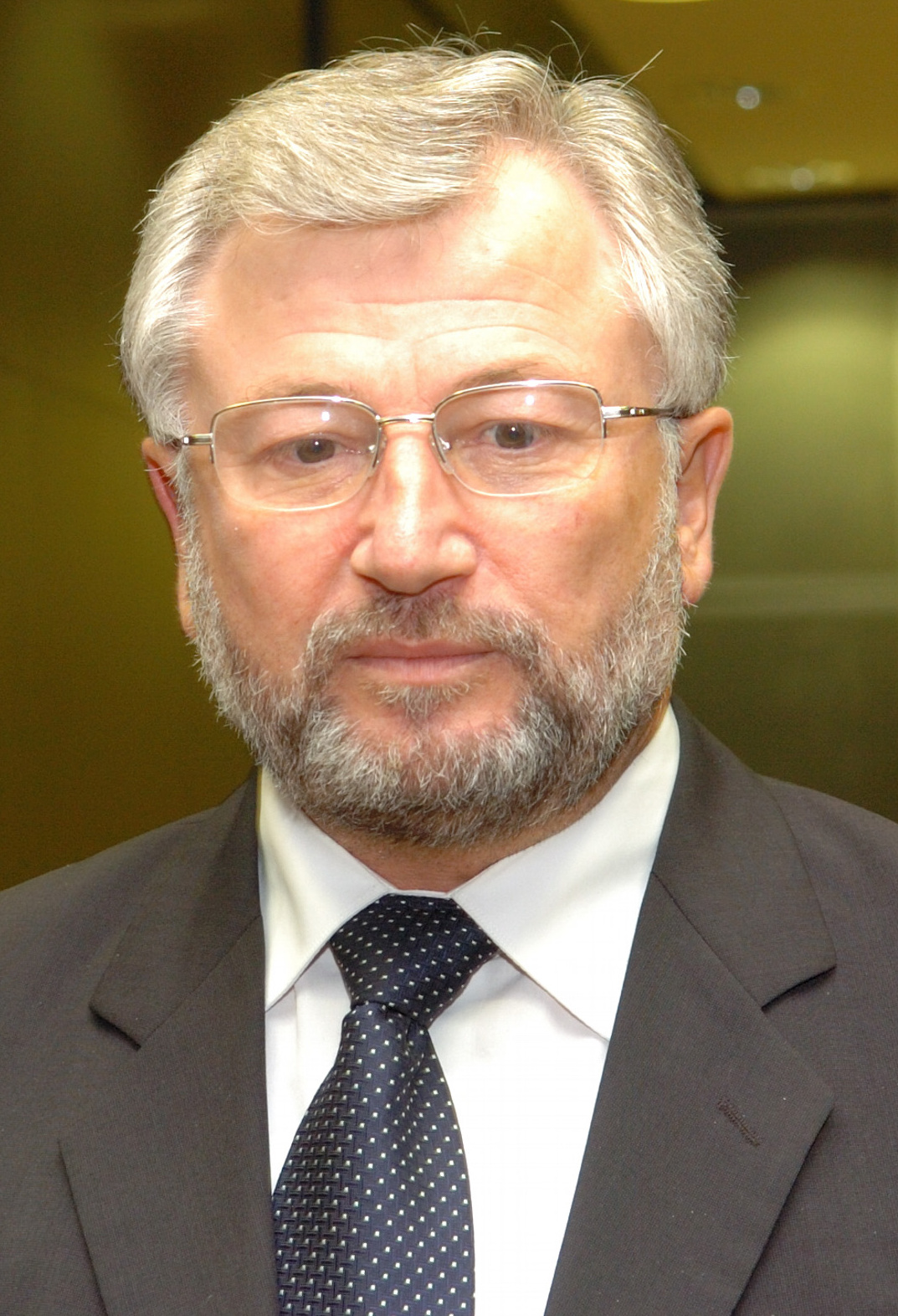
Ivo Miro Jović

Ivo Miro Jović (* 15. Juli 1950 in Trebižat bei Čapljina) ist ein bosnisch-herzegowinischer Politiker der HDZ BiH.
Nach seinem Abschluss an der Universität von Sarajevo arbeitete Jović als Geschichtslehrer in Ilijaš und Kiseljak.
Seine politische Karriere begann im Jahr 1997, als die Kroatische Demokratische Gemeinschaft (HDZ) Bosniens und Herzegowinas ihn für einen Posten in der Regierung des Kantons Zentralbosnien vorschlug. 1999 wurde Jović Vizekulturminister in der Föderation BiH und bekleidete diesen Posten bis 2001.
Er wurde am 9. Mai 2005 zum Nachfolger von Dragan Čović im dreiköpfigen Staatspräsidium gewählt, nachdem dieser aufgrund einer Affäre gezwungen war, zurückzutreten. Im Oktober 2006 verpasste Jović mit 26,1 % der kroatischen Stimmen die Wiederwahl ins Präsidium.
Seitdem ist er als Abgeordneter für die kroatische Fraktion in der Volkskammer des Parlaments von Bosnien und Herzegowina tätig.
Er ist verheiratet und Vater von drei Kindern.